# Guadelupe Velázquez
José Guadelupe Velázquez Alarcón (12 agosto 1923 – 2012) è stato un calciatore messicano, di ruolo attaccante.
È citato anche come Guadalupe Velázquez.

## Carriera
Con la Nazionale messicana ha preso parte ai Mondiali 1950.

## Palmarès

### Club

#### Competizioni nazionali
- Coppa del Messico: 1

Puebla: 1944-1945